# Campbell Harrison
Campbell Harrison (Dandenong, 28 giugno 1997) è un arrampicatore australiano.

## Biografia
È stato il primo arrampicatore a dichiarare pubblicamente la propria omosessualità. Ha fatto coming out come gay durante una tavola rotonda di ClimbingQTs, nella speranza di essere un modello per i giovani arrampicatori LGBT ed essere d'aiuto a farli sentire più sicuri nella partecipazione alle attività agonstiche. Dopo il coming out è stato vittima di omofobia sui social network.

### Carriera
Ha iniziato a praticare l'arrampicata sportiva all'età di otto anni. È entrato a far parte della nazionale all'età di 14 anni e ha partecipato alla sua prima gara internazionale ai campionati mondiali giovanili di Singapore nello stesso anno. Ha ottenuto il 46º posto in classifica. Nel 2013 ha vinto i campionati giovanili Oceania Lead.
Nel 2015 ha partecipato alla sua prima Coppa del Mondo, dove si è classificato 69°. Un anno dopo, si è classificato secondo nel lead ai Campionati dell'Oceania. Ha ottenuto l'8º posto nella specialità lead e boulder ai Giochi mondiali di Breslavia 2017.
Nel 2023, ha vinto la gara di qualificazione per l'Oceania e si è assicurato un posto ai Giochi olimpici estivi. A Parigi 2024 non è riuscito a raggiungere la finale.